# 基督君王主教座堂 (卡托维兹)

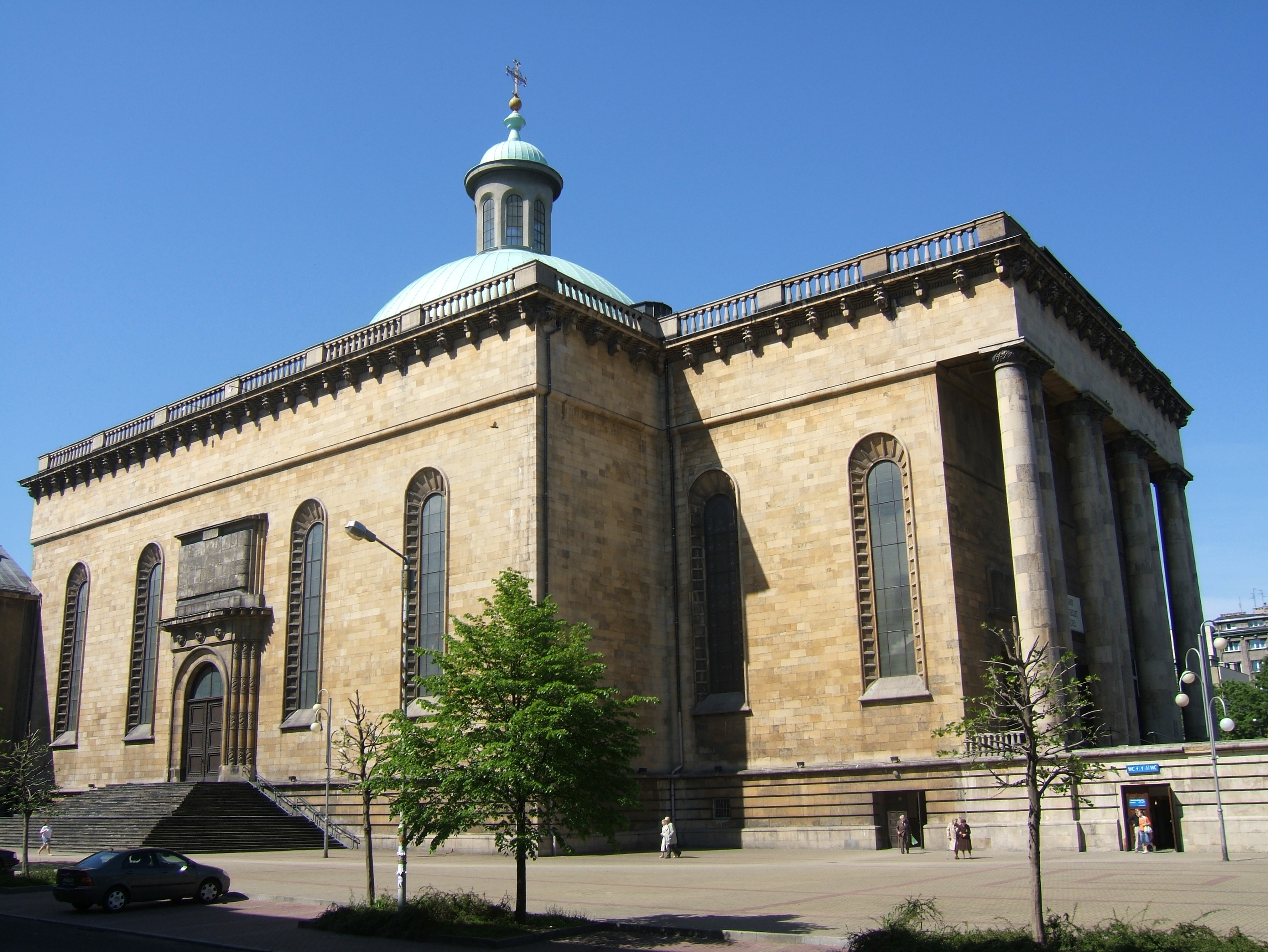
基督君王主教座堂

基督君王主教座堂（波蘭語：Archikatedra Chrystusa Króla w Katowicach）是波蘭城市卡托維治的一座羅馬天主教的主教座堂。

## 历史
這座教堂修建於1927年至1955年，是波蘭建築規模最大的主教座堂。在第二次世界大戰期間，基督君王主教座堂的修建工作曾被迫暫停。第二次世紀大戰之後，教堂的修建工程自1947年重新開始。
50°15′06″N 19°01′09″E / 50.25166°N 19.01905°E